# Lubuk Bilang
Lubuk Bilang is een bestuurslaag in het regentschap Rokan Hulu van de provincie Riau, Indonesië. Lubuk Bilang telt 1079 inwoners (volkstelling 2010).